# Maureen Garrett
Maureen Garrett (* 18. August 1948 in Rocky Mount, North Carolina) ist eine US-amerikanische Schauspielerin.

## Leben
Bevor sie bei Uta Hagen und Michael Howard in New York Schauspiel studierte, besuchte Maureen Garrett die Universität in München.
Großen Erfolg hatte die Schauspielerin in der US-Soap Springfield Story, wo sie von 1976 bis 1981 und von 1988 bis 2006 mitwirkte. Für ihre Rolle der Holly Lindsey wurde sie 1991, 1992 und 1994 für einen Emmy nominiert. Von 1981 bis 1982 spielte sie in der Serie Ryan’s Hope mit.
Maureen Garrett spricht perfekt Deutsch und lebt in New York.